# 2-й Прибалтійський фронт
2-й Прибалті́йський фронт — оперативно-стратегічне об'єднання радянських військ, що перебувало у складі чинної армії в період з 20 жовтня 1943 до 1 квітня 1945 року за часів Другої світової війни. Фронт бився на північному напряму німецько-радянського фронту, брав участь у Ленінградсько-Новгородській, Режицько-Двінській, Прибалтійській наступальних операціях та здійснював блокаду військ вермахту на Курляндському півострові.

## Історія
2-й Прибалтійський фронт утворений 20 жовтня 1943 року шляхом перейменування Прибалтійського фронту. На етапі формування фронту до його складу увійшли: 3-тя ударна, 6-та і 11-та гвардійські армії, 20-та і 22-га загальновійськові армії, 15-та повітряна армія; надалі — 42-га, 51-ша армії, 1-ша і 4-та ударні, 10-та гвардійська армія і 14-та повітряна армія.
З 1 по 21 листопада 1943 року війська лівого крила фронту вели наступ на вітебсько-полоцькому напрямку. У січні — лютому 1944 року фронт брав участь у Ленінградсько-Новгородській операції. Під час проведення Староруссько-новоржевської операції війська фронту вийшли на підступи до Острову, Пушкінським горам, Ідріци.
У липні 1944 року 2-й Прибалтійський фронт провів Режицько-Двінську операцію і просунулися на захід до 200 км, а в серпні у ході Мадонської наступальної операції — ще на 60-70 км уздовж північного берега Західної Двіни й звільнили великий вузол залізничних і шосейних доріг — місто Мадона.
У вересні — жовтні 1944 року під час Прибалтійської стратегічної наступальної операції війська фронту взяли участь у Ризькій операції і до 22 жовтня вийшли до Тукумського рубежу оборони противника, блокувавши спільно з військами 1-го Прибалтійського фронту в Курляндії групу армій «Північ». Надалі до квітня 1945 року ці фронти продовжували блокаду військ вермахту на Курляндському півострові та вели бої зі знищення угруповання противника, що перебувало в напівоточенні.
З лютого до складу фронту увійшли війська 1-го Прибалтійського фронту, що діяли проти цього угруповання. 1 квітня 1945 року фронт був розформований, а його війська передані до складу Ленінградського фронту.

## Командувачі
- генерал армії (20 квітня 1944 року понижений у військовому званні до генерал-полковника) Попов М. М. (20 жовтня 1943 — 23 квітня 1944);
- генерал армії Єрьоменко А. І. (23 квітня 1944 — 4 лютого 1945);
- генерал-полковник Попов М. М. (4 — 9 лютого 1945);
- Маршал Радянського Союзу Говоров Л. О. (9 лютого — 31 березня 1945).

## Військові формування у складі фронту

### На час формування фронту
- Армії:
  - 3-тя ударна армія
  - 6-та гвардійська армія
  - 11-та гвардійська армія
  - 20-та армія
  - 22-га армія
  - 15-та повітряна армія

### Входили у різний час до сил фронту
- Армії:
  - 10-та гвардійська армія
  - 1-ша ударна армія
  - 4-та ударна армія
  - 42-га армія
  - 51-ша армія
  - 14-та повітряна армія